# لويس تروسيلير
لويس تروسيلير (بالفرنسية: Louis Trousselier)‏ (مواليد 29 يناير 1881 - الوفاة 24 أبريل 1939) كان دراج فرنسي في صنف سباق الدراجات على الطريق. سبق أن شارك في دورة الألعاب الأولمبية الصيفية.

## سباقات أو مراحل فاز بها
- طواف فرنسا

## روابط خارجية
- لويس تروسيلير على موقع أرشيف الدراجات (الإنجليزية)
- لويس تروسيلير على موقع إحصائيات الدراجات الإحترافية (الإنجليزية)
- لويس تروسيلير على موقع CycleBase (الإنجليزية)
- لويس تروسيلير على موقع أوليمبيديا (الإنجليزية)
- France-cyclisme.com profile (بالفرنسية)